# Anette S. Olsen
Anette Sofie Olsen (nacida el 24 de septiembre de 1956) es una empresaria noruega, presidenta del grupo multinacional de empresas Fred. Olsen & Co., cuyos orígenes se remontan a una compañía naviera con el mismo nombre fundada en el siglo XIX. 

## Semblanza
Anette Olsen es hija del magnate noruego Fred. Olsen, que mantiene la presidencia de las compañías Bonheur y Ganger Rolf. Se convirtió en socia de Fred. Olsen & Co. en 1993, empresa que heredó de su padre. Tiene los títulos de licenciada en economía y una Maestría en Administración de Empresas. Es la titular del conglomerado naviero Fred. Olsen & Co. y, a través de este, la propietaria y directora ejecutiva de las empresas que cotizan en bolsa Bonheur y Ganger Rolf. También es miembro del consejo de administración de varias otras empresas del grupo Fred. Olsen.